# Tabkenhof (Dötlingen)

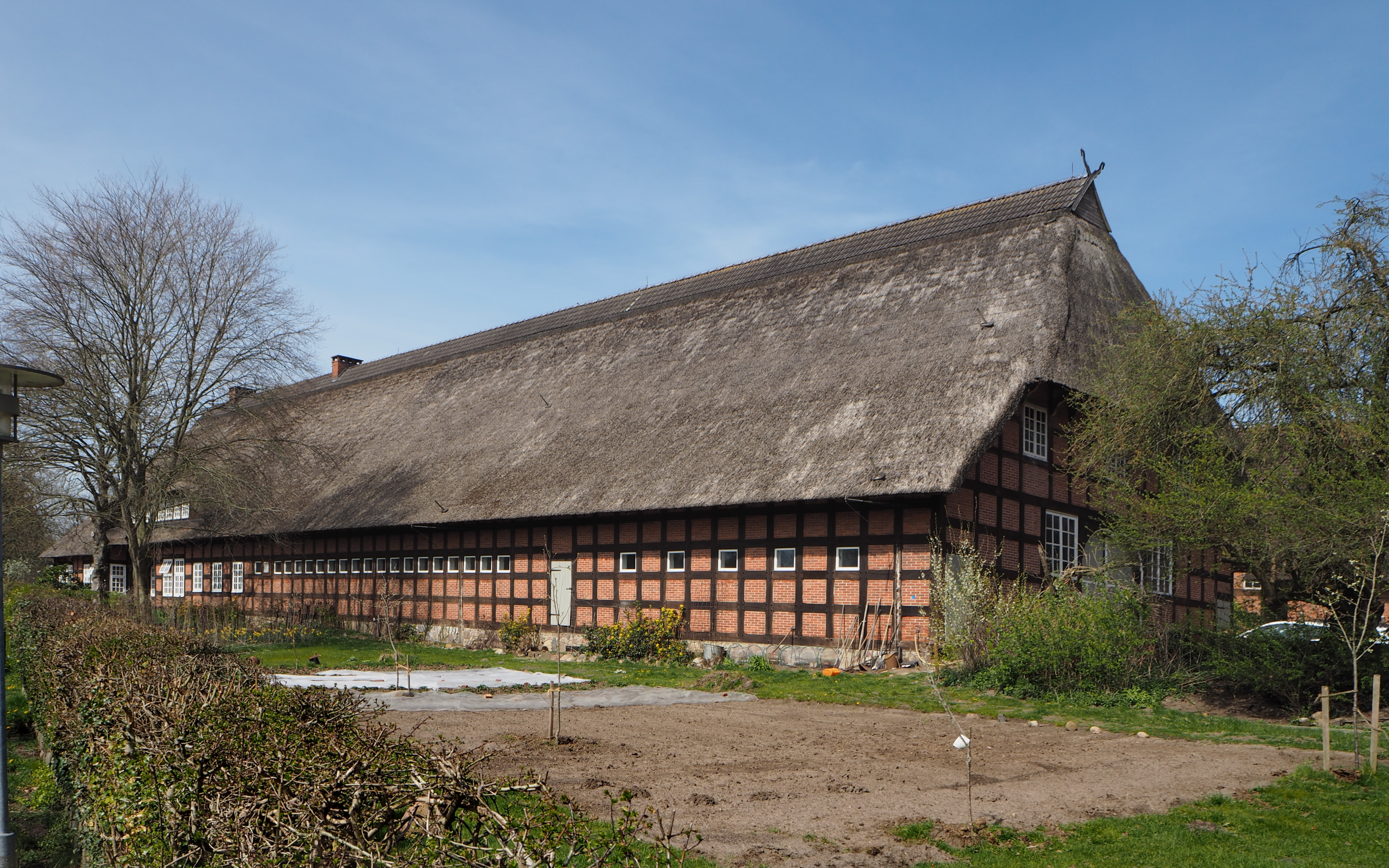
Das Haupthaus des Tabkenhofs in Dötlingen

Der Tabkenhof ist ein landwirtschaftliches Anwesen in der Dorfmitte von Dötlingen im Landkreis Oldenburg. Das Haupthaus des Hofes hat baugeschichtliche Bedeutung als das größte Fachhallenhaus in Nordwestdeutschland mit Reetdach.

## Geschichte
Die Hofstelle wurde erstmals 1341 urkundlich als gräflicher Meierhof erwähnt. Seit 1830 ist der Hof im Besitz der Familie Tabken und wird bis heute als Vollerwerbsbetrieb (Milchvieh, Rinderaufzucht, Ackerbau) betrieben (Stand 2022). Der Vorgängerbau des Wohn- und Wirtschaftsgebäudes von 1858 wurde 1942 bei einem Luftangriff zerstört. 1947–1951 erfolgte ein rekonstruierender Wiederaufbau nach Plänen des Architekten Eduard Scotland.

## Wohn und Wirtschaftsgebäude
Das eingeschossige Wohn- und Wirtschaftsgebäude des Tabkenhofs (Haupthaus) im Zentrum von Dötlingen wurde von 1947 bis 1951 nach Plänen von Eduard Scotland als rekonstruierter Vorgängerbau von 1858 wieder aufgebaut. Das Hallenhaus in Fachwerk ist 58 m lang und bis 17 m breit. Am Giebel ist ein Uhlenloch und die niedersächsischen Pferdeköpfe. Das reetgedeckte Krüppelwalmdach hat eine Dachfläche von rund 1600 Quadratmeter und zwei Schwalbenschwanzgauben.
Das Gebäude steht unter Denkmalschutz (siehe auch Liste der Baudenkmale in Dötlingen).

In der Denkmalbegründung des Niedersächsischen Landesdenkmalamtes heißt es:

Es „… hat eine geschichtliche Bedeutung aufgrund seines Zeugnis- und Schauwerts für die Baugeschichte und als beispielhaftes nach dem Zweiten Weltkrieg in traditioneller Weise wiederaufgebautes Hallenhaus, eine wissenschaftliche Bedeutung aufgrund seines statistischen Informationswertes als größtes existierendes Hallenhaus und eine städtebauliche Bedeutung für die Hofanlage und für das Ortsbild … .“

## Scheune
Unmittelbar nordöstlich des Wohn- und Wirtschaftsgebäudes liegt die Scheune aus dem Jahr 1921. Es handelt sich um einen Fachwerkbau mit zwei Längsdurchfahrten unter Schopfwalmdach. Die Ausfachungen sind mit Backstein ausgeführt. Der Anbau mit Schleppdach auf der Nordseite ist jüngeren Datums.

Die Scheune ist im Denkmalverzeichnis unter der Objekt-ID 35954258 aufgeführt. In der Denkmalbegründung heißt es: „Die große Scheune des Tabkenhofs (Dorfring 8) hat als Teil der Gruppe Dorfkern Dötlingen eine geschichtliche und städtebauliche Bedeutung, daher liegt ihre Erhaltung im öffentlichen Interesse.“